# Ernst Ludwig (Pommern)

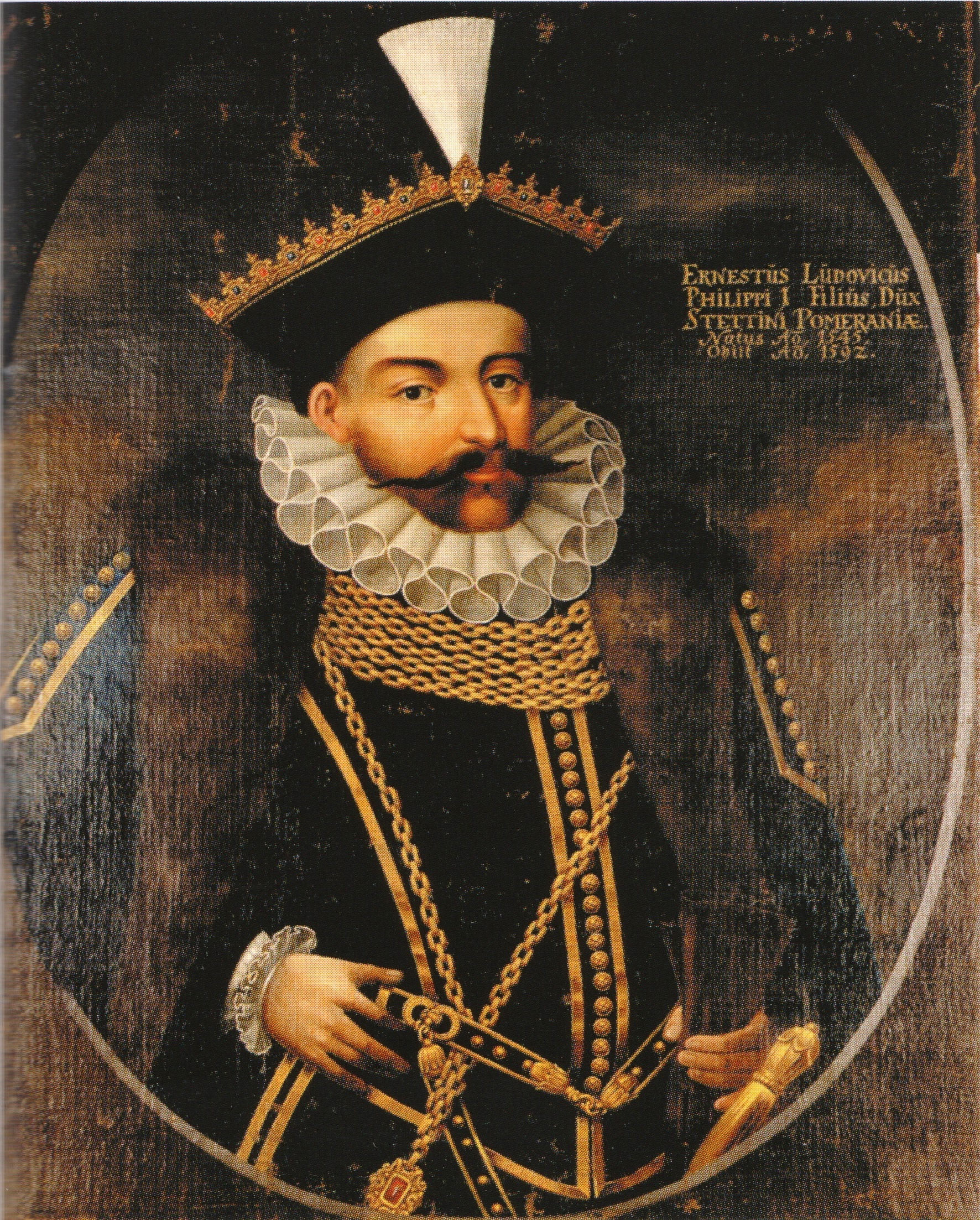
Ernst Ludwig von Pommern-Wolgast

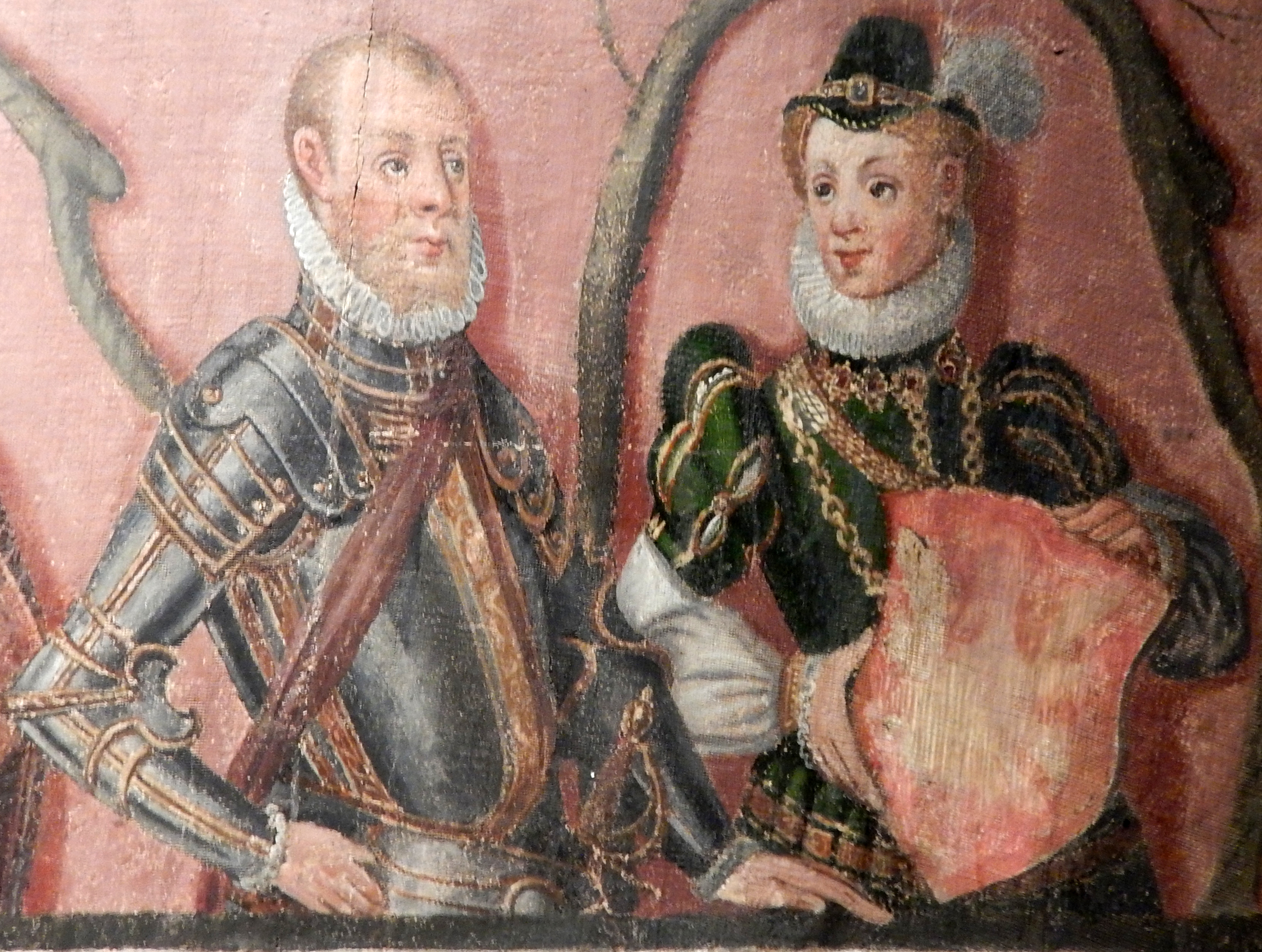
Ernst Ludwig und seine Gemahlin Sophia Hedwig von Braunschweig-Wolfenbüttel, aus dem Bilderstammbaum der Greifen von Cornelius Krommeny (1598).

Ernst Ludwig (* 2. November 1545 in Wolgast; † 17. Juni 1592 ebenda) war Herzog von Pommern-Wolgast.

## Leben
Er war der dritte überlebende Sohn von Herzog Philipp I. von Pommern-Wolgast und dessen Gemahlin Maria von Sachsen, der Tochter des Kurfürsten Johann von Sachsen.
Ernst Ludwig wurde unter anderem von Jacob Runge ausgebildet und studierte an der Universität Greifswald und an der Universität Wittenberg. An der Universität Greifswald wurde er 1560 mit der Ernennung zum Rektor auf ein Jahr geehrt, die eigentlichen Amtsgeschäfte übernahm ein hierfür gewählter Vizerektor, der Rechtsprofessor Christoph Gruel; im Wintersemester 1563 war er Rektor der Universität Wittenberg, die Amtsgeschäfte übernahm der Rechtsprofessor Veit Winsheim der Jüngere als Prorektor. 1565 besuchte er Frankreich und England. Als drittgeborener Sohn hatte Ernst Ludwig, der auch den zeitgenössischen Beinamen „der Schönste“ trug, kaum Aussicht auf die Übernahme der Regierungsgeschäfte. Deshalb wählte er zunächst eine militärische Laufbahn, die ihn wieder nach Frankreich führte. Hier wollte er am Zweiten Hugenottenkrieg teilnehmen, kam jedoch nicht zum Einsatz, da vorher Frieden geschlossen wurde. In diesen Jahren lernte er außerdem seinen späteren Schwiegervater Julius von Braunschweig-Wolfenbüttel kennen.

Medaillon mit Herzog Ernst Ludwig und seiner Gemahlin Sophia Hedwig von Braunschweig, 1589

Da sein Großonkel, der in Stettin regierende Barnim IX., ohne männliche Erben blieb und auch sein älterer Bruder Bogislaw XIII. auf die Übernahme der Herrschaft in Wolgast verzichtete, kam Ernst Ludwig bei der Erbteilung des Jahres 1569 doch noch zum Zuge. Er übernahm die Herrschaft in dem 1532/41 geschaffenen Teilfürstentum Pommern-Wolgast, dessen Territorialbestand nur an der unteren Oder geringfügig verändert wurde. Sein ältester Bruder Johann Friedrich hatte die Herrschaft in Pommern-Stettin erhalten und war zudem bis zur Mündigkeit des jüngsten Bruders Kasimir VI. weiterhin Titularbischof von Cammin. Bogislaw XIII. erhielt die in Pommern-Wolgast gelegenen Ämter Barth und Franzburg als Apanage, der fünfte Bruder Barnim X. die Ämter Rügenwalde und Bütow.
Ernst Ludwig wird allgemein als ein schwacher Herrscher charakterisiert. Nach dem Abgang der lange die Politik am Wolgaster Hof bestimmenden Räte Ulrich von Schwerin und Valentin von Eickstedt übernahmen zunächst Henning von Ramin und in der zweiten Hälfte seiner Regierungszeit mehr und mehr der Kammerrat Melchior Normann die führende Rolle. Gesundheitlich war der Herzog offensichtlich sehr labil, was zu Schwermut und Melancholie führte. Eine bei seiner jüngsten Tochter Elisabeth Magdalena konstatierte Geisteskrankheit verstärkte dies noch weiter und beförderte zugleich den bei den Fürsten des Reformationszeitalters schon nicht geringen Alkoholkonsum noch mehr. Seine Ehe mit der braunschweigischen Prinzessin Sophia Hedwig wird als untadelig beschrieben, gleichwohl will die spätere Überlieferung wissen, dass eine letztlich abgebrochene Beziehung zu der Adeligen Sidonia von Borcke Anlass zu deren Verurteilung und Hinrichtung als Hexe gewesen sein soll. Angeblich habe sie wegen der Zurückweisung durch Ernst Ludwig das pommersche Herzogshaus verwünscht. Das rasche Hinsterben der noch kinderlosen Herzöge und Prinzen um 1620 schien dieses Gerücht zu bestätigen, weshalb man die damals schon fast achtzigjährige Klosterdame anklagte, verurteilte und hinrichtete.
Während Ernst Ludwig politisch nicht allzu sehr in Erscheinung trat, entfaltete er eine zeitgemäß prächtige Hofhaltung in Wolgast. Das Residenzschloss Wolgast auf einer zwischen dem Festland und der Insel Usedom liegenden kleinen Insel auf dem Peenestrom ließ er weiter ausbauen. Für seine Mutter, die Herzoginwitwe Maria, ließ er 1574 die ehemalige Abtei des säkularisierten Klosters Pudagla als Witwensitz ausbauen; dadurch entstand das Schloss Pudagla. Ebenso baute er das seiner Gemahlin zum Witwensitz bestimmte Schloss Loitz zu einer Renaissanceanlage um, die schon seit langem nicht mehr besteht. Von 1577 bis 1592 ließ er Schloss Ludwigsburg für seine Gemahlin Sophia errichten.
Das Verhältnis zu seinem in Stettin residierenden Bruder Johann Friedrich war nicht immer das allerbeste. Als jener 1588 die Akzise zur Erhöhung der landesherrlichen Einnahmen einführen wollte, verweigerte Ernst Ludwig seine Zustimmung. In seinem Testament bestimmte er seinen zweitältesten Bruder Bogislaw XIII. zum Vormund für seine Witwe und Kinder und brach damit eine Familientradition, nach der überwiegend der Senior der Familie, dies wäre in diesem Fall Johann Friedrich gewesen, die Vormundschaft übernahm.

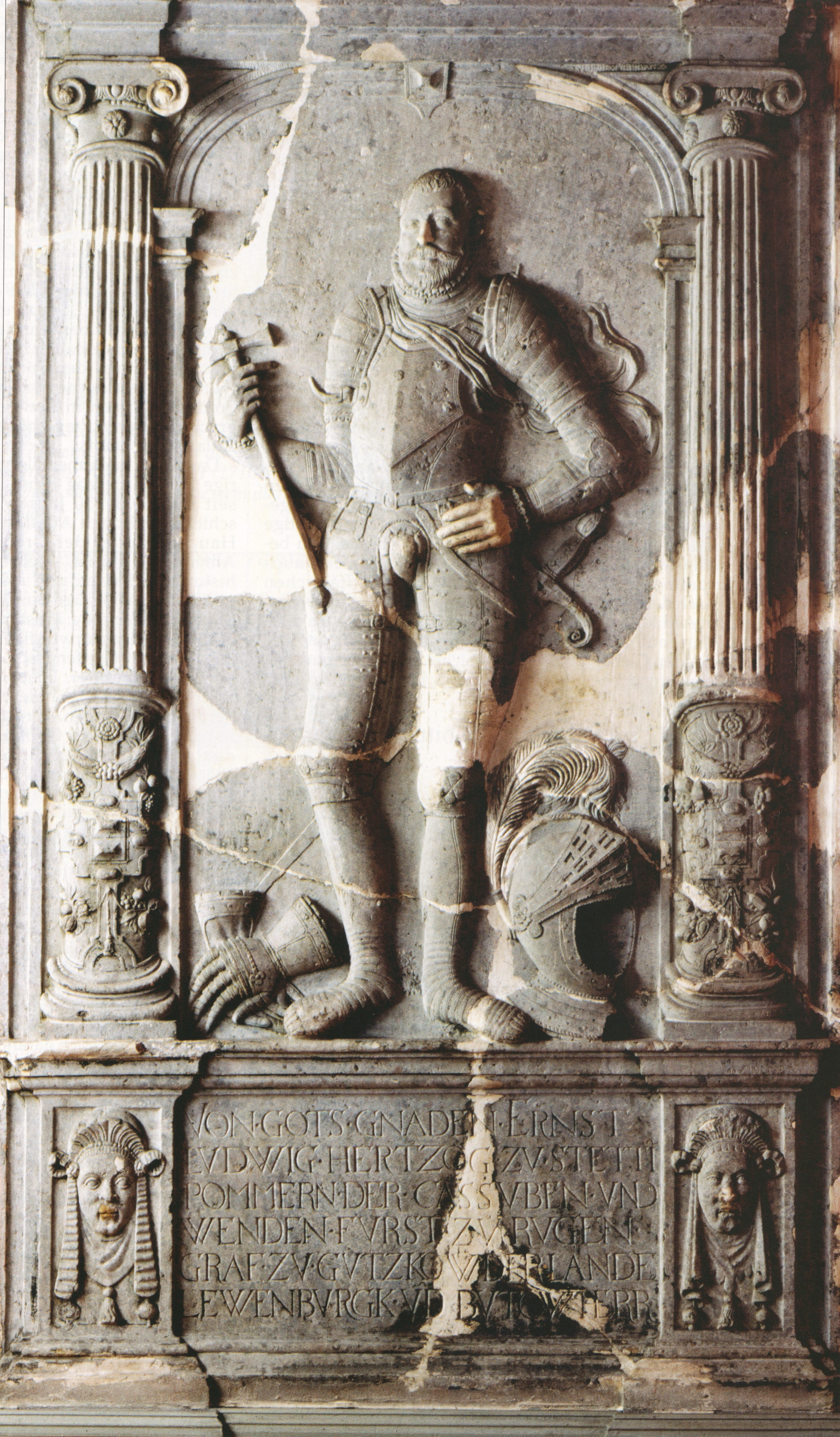
Reliefplatte des Herzogs aus dem Wolgaster Schloss in der Aula der Universität Greifswald

Bleibendes Andenken hat er sich bei der Universität Greifswald bewahrt, indem er kurz vor seinem Tod noch mit dem Bau eines nach ihm benannten Kollegiengebäudes begann, auf dessen Grundmauern das im 18. Jahrhundert errichtete heutige Universitätshauptgebäude steht. Deshalb befindet sich in der heutigen Aula des Hauptgebäudes auch ein aus den Trümmern des Wolgaster Schlosses geborgenes Steinrelief des Herzogs. Bereits 1571 hatte er der Universität eine neue Ordnung gegeben und 1581 einen Visitationsrezeß befohlen. Auf seine Veranlassung stellte Valentin von Eickstedt eine hochdeutsche Kompilation der „Annales Pomeranie“ des pommerschen Chronisten Thomas Kantzow zusammen.
Weiterhin erinnern an diesen Herzog heute noch mehrere Ortsnamen in Vorpommern, neben dem bereits erwähnten Ludwigsburg die Dörfer Klein Ernsthof und Groß Ernsthof, die beide auf in seiner Zeit erworbene und zu herzoglichen Vorwerken umgestaltete adelige Güter zurückgehen.
Ernst Ludwig starb im Jahr 1592 und wurde in der von seinem Vater eingerichteten Familiengruft in der St.-Petri-Kirche in Wolgast beigesetzt. Die Anordnung seines Begräbnisses ist in der sogenannten Pommernchronik enthalten. Sein Sarkophag wurde ebenso wie der seiner Gemahlin und seines Sohnes kürzlich aufwändig restauriert und ist heute in der Greifenkapelle zu besichtigen.

## Ehe und Nachkommen
Ernst Ludwig heiratete 1577 Sophia Hedwig, Tochter des Herzogs Julius von Braunschweig-Wolfenbüttel. Sophia Hedwig überlebte ihren Gemahl um fast vier Jahrzehnte. Sie starb 1631 in Loitz und wurde wie ihr Gemahl in der St.-Petri-Kirche in Wolgast beigesetzt.
Aus der Ehe gingen zwei Töchter und ein Sohn hervor:
- Hedwig Maria (* 1579; † 1606)
- Elisabeth Magdalena (* 1580; † 1649) ⚭ 1600 Herzog Friedrich Kettler von Kurland und Semgallen
- Philipp Julius (* 1584; † 1625) ⚭ Agnes, Tochter von Kurfürst Johann Georg von Brandenburg

## Verweise